# Думанян, Дереник Грантович
Дереник Грантович Думанян (арм. Դերենիկ Դումանյան) (род. 1 января 1953, Ереван) ― советский и армянский врач, доктор медицинских наук, профессор, министр здравоохранения Республики Армения (2012—2014), член исполнительного органа Республиканской партии Армении. Автор 1 монографии, более 70 научных статей.

## Биография
Родился 1 января 1953 года в Ереване.

### Образование
- 1972―1978 годы ― Ереванский государственный медицинский институт, лечебный факультет
- 1978―1979 годы ― Ереванская клиника «Малатия-Себаста», г. Ереван. Октемберян, Областная центральная больница — Интернатура
- 1982―1987 годы ― НИИ онкологии имени Герцена, Москва, аспирант, кандидат медицинских наук.

### Трудовая деятельность
- 1970―1971 годы ― Ереванский государственный медицинский институт, лаборант
- 1971―1972 годы ― трикотажная фабрика — рабочий
- 1979―1984 годы ― село Ервандашат Октемберянской области, главный врач участковой больницы.
- 1984―1985 годы ― Ереванская поликлиника № 19, заместитель главного врача
- 1985―1986 годы ― отдел здравоохранения горисполкома, врач-инспектор
- 1986―1992 годы ― Совет Министров Армянской ССР, Управление здравоохранения и социального обеспечения — старший сотрудник, главный специалист, затем исполняющий обязанности начальника управления.
- 1992―1997 годы ― Министерство здравоохранения Армении, первый заместитель министра
- 1997―2011 годы ― Национальный институт здравоохранения Армении — директор, председатель ученого совета, заведующий кафедрой политики и законодательства в области здравоохранения.
- 2009 год ― избран депутатом городского совета Еревана и главой фракции Республиканской партии Армении.
- 2009-2012 годы ― Член Общественного совета при Президенте Республики Армения, председатель Комитета по здравоохранению и социальным вопросам.
- С 2011 по 4 марта 2006 года ― исполняющий обязанности ректора ГНКО «Ереванский государственный медицинский университет имени Мхитара Гераци».
- 30 апреля 2011 года был избран ректором ГНКО им. Мхитара Гераци[2].
- 2012 год ― назначен министром здравоохранения Республики Армения[3].

## Награды
- 2006 ― награжден Золотой медалью РАМН.
- 2009 ― Медаль Адмирала Исакова
- 1998 ― Благодарственное письмо от Премьер-министра Республики Армения «За работу, проделанную во время землетрясения 1988 года»
- 2002 ― дипломом Минздрава Армении
- 2003 ― Благодарственное письмо Премьер-министра Армении
- 2004 ― медаль Министерства обороны Армении «Андраник Озанян»
- 2005 ― Грамота Председателя Национального Собрания Армении
- В 2006 году Указом Президента Армении награжден медалью «За заслуги перед Отечеством» II степени
- В 2010 году Указом Президента непризнанной Нагорно-Карабахской республики награжден медалью «Благодарность».
- 2011 ― медаль «Маршала Баграмяна» Министерства обороны Армении